# Farol de Ponta Moreia
Der Farol de Ponta Moreia ist ein Leuchtturm an der Nordspitze der Insel Santiago, einer der Ilhas de Sotavento, des atlantischen Inselstaates Kap Verde. Der Leuchtturm steht an der Spitze der Landzunge Ponta Moreia.
Der Leuchtturm wird von der Direcção Geral de Marinha e Portos (DGMP) betrieben.

## Geographie
Ponta Moreia ist der nördlichste Punkt der Insel Santiago. Er liegt ca. 2 km nördlich des Dorfes Fazenda und gehört zum Concelho Tarrafal.

## Architektur
Die Konstruktion ist ein quadratischer, weiß gestrichener Turm. Das Leuchtfeuer befindet sich in 8 m Höhe über dem Boden und in 96 m Höhe. Es ist eine rote Laterne. Das Leuchtzeichen besteht aus fünf Blitzen in einer Periode von 20 Sekunden.
Identifikationen: Amateur Radio Lighthouse Society (ARLHS): CAP-0.; PT-2150 – United Kingdom Hydrographic Office (Admiralty): D2888 – National Geospatial-Intelligence Agency (NGA): 113-24224.